# 雲と波と少年と
雲と波と少年と（くもとなみとしょうねんと）は、2003年1月18日から2月22日まで日本テレビ系列で、毎週土曜22:00 - 22:54（JST）に放送されたバラエティー番組である。

## 概要
1クールで終了した前番組「電波少年に毛が生えた 最後の聖戦」に代わり、2003年春の番組改編期までのつなぎ番組としてスタートした。番組タイトルから漢字のみを抜き出すと、電波少年シリーズとの関連を窺わせる「雲波少年」（うんぱしょうねん）となる。癒やしをテーマにしたドキュメントVTRと、司会の桜井幸子と進藤晶子の2人によるスタジオトークで構成されていた。
しかし、第1回の放送翌日の2003年1月20日に、本番組のメイン企画のひとつである「屋久島便り」の制作スタッフが飲酒運転による死傷事故を起こし、これにより同企画も1回のみの放送で打ち切られた。また平均視聴率も5%前後と、前番組以上の低迷を見せたことから、2月22日放送分をもってわずか6回で終了となった。本番組の終了に伴い、次番組「エンタの神様」開始までの1ヶ月あまりの間は、穴埋めとして単発の特別番組や「電波少年」の総集編などを放送した。

## 企画
- 屋久島便り - 島崎俊郎一家が屋久島へ移住する企画だったが、前述のスタッフの不祥事により初回のみで打ち切りとなり、当の島崎一家も島での生活に全くなじめず企画の終了が決まると早々に帰京した。
- なつかし博物館へようこそ
- ニッポンニ行ッテキタヨ
- 人生を変えた風景見に来ました
- はじめて息子と旅をしました
- 卒業アルバム

## スタッフ
- 構成：田中直人、そーたに、海老克哉、小山薫堂
- TM：勝見明久
- SW：村上和正
- CAM：榎本丈之
- LD：吉野一
- VE：三橋崇弘
- 音効：真谷昭弘
- 編集：田沢智史、鴨川正太郎、よしだ裕二、須藤康則
- タイトル：ニック・スミス
- ナレーション：丸尾知子、岡安泰樹
- MA：番匠康雄
- TK：山沢啓子
- ロケ技術：鴇田晴海
- 広報：三浦剛
- 美術：小野寺一幸
- デザイン：本田恵子
- デスク：藤島悦子
- AP：小林圭子、坂井美継
- ディレクター：松橋晃弘、近藤祐治郎、相田貴史、鈴木淳一、正久仁、前川善郎、寺野慎一郎、飯田知佳
- 演出：川邊昭宏、古立善之、香川春太郎、〆谷浩斗、川端基浩
- 総合演出：高谷和男
- プロデューサー：鈴木雅人、関根崇史、長濱薫、池田秀一、菱沼永司、上原敏明
- 制作協力：NTV映像センター、EXCEL（現:エクセリング）、ジーヤマ
- チーフプロデューサー：吉田真
- 制作著作：日本テレビ

## ネット局
ナショナルセールス枠での放送であるが、日本テレビ系列局も含めた一部の放送局では遅れネットを実施した。

### 遅れネット局
| 放送対象地域 | 放送局     | 系列                          | 放送日時             | 備考 |
| ------------ | ---------- | ----------------------------- | -------------------- | ---- |
| 福井県       | 福井放送   | 日本テレビ系列 テレビ朝日系列 | 日曜未明（土曜深夜） |      |
| 徳島県       | 四国放送   | 日本テレビ系列                | 土曜未明（金曜深夜） |      |
| 大分県       | テレビ大分 | 日本テレビ系列 フジテレビ系列 | 土曜未明（金曜深夜） |      |
| 沖縄県       | 琉球放送   | TBS系列                       | 水曜 16:55 -         |      |

テレビ宮崎・宮崎放送は前番組に引き続き非ネットであった。
前番組『電波少年に毛が生えた 最後の聖戦』ネット局は、本番組も引き続き同じ時間で放送した。